# Saskatchewan Highway 265
Highway 265 je silnice v kanadské provincii Saskatchewanu. Vede od silnice Highway 120 k silnici Highway 926. Je asi 29 km (18 mil) dlouhá.
Highway 265 je hlavní silnicí provinčního parku Candle Lake Provincial Park. Většina úseku procházejícího parkem se táhne podél jezera Candle a prochází skrz obce Torch Lake, Waskateena Beach a Telwin. Ze silnice je přístupných několik tábořišť.